# 腺毛肺草
腺毛肺草（学名：Pulmonaria mollissima）是紫草科肺草属的植物。分布于西伯利亚、俄罗斯、高加索以及中国大陆的内蒙古、山西等地，多生长在山坡林下以及山谷阴湿处，目前尚未由人工引种栽培。